# Indokinesisk grönskata
Indokinesisk grönskata (Cissa hypoleuca) är en fågel i familjen kråkfåglar inom ordningen tättingar. Den förekommer i Sydostasien.

## Utseende och läte
Indokinesisk grönskata är en högljudd lysande grön kråkfågel. Adulta fågeln har svart ansiktsmask, bjärt kanelbruna vingpennor och en körsbärsröd näbb. Sydliga populationer har gult på bröst och buk, medan de i södra Kina är helgröna även undertill. Bland lätena höjs ringande visslingar, skrän, tjatter och raspiga toner.

## Utbredning och systematik
Indokinesisk grönskata delas in i fem underarter med följande utbredning:
- Cissa hypoleuca jini – sydöstra Kina (Yaoshan Massif i Guangxi)
- Cissa hypoleuca concolor – norra Vietnam
- Cissa hypoleuca chauleti – centrala Vietnam
- Cissa hypoleuca hypoleuca – östra Thailand och södra Indokina
- Cissa hypoleuca katsumatae – Hainan (södra Kina)

Arten har tidvis behandlats som en del av vitspetsad grönskata (C. thalassina). Å andra sidan har underarterna jini och concolor tillsammans föreslagits utgöra en egen art, liksom katsumatae. De morfologiska skillnaderna är dock små och gränserna mellan underarterna oklara.

## Levnadssätt
Fågeln bebor städsegrön tropisk skog där den trots sina starka färger kan vara svår att få syn på i trädtaket. Den ses lättast när den seglar mellan luckor i lövverket. Arten påträffas vanligen i små och medelstora flockar.

## Status och hot
Arten har ett stort utbredningsområde, men tros minska i antal, dock inte tillräckligt kraftigt för att den ska betraktas som hotad. Internationella naturvårdsunionen IUCN listar därför arten som livskraftig (LC).